# Mydaea electa
Mydaea electa este o specie de muște din genul Mydaea, familia Muscidae. A fost descrisă pentru prima dată de Zetterstedt în anul 1860. Conform Catalogue of Life specia Mydaea electa nu are subspecii cunoscute.